# Gaio Atilio Regolo (console 225 a.C.)
Gaio Atilio Regolo (latino: Gaius Atilius Regulus; ... – Campo Regio, 225 a.C.) fu un console romano.

## Biografia
Proveniva da una delle maggiori famiglie romane: suo nonno era stato console nel 294 a.C.; suo padre fu il celeberrimo console della Prima guerra punica ed anche il fratello maggiore fu console per ben due volte.
Fu eletto console nel 225 a.C. ed ebbe come collega Lucio Emilio Papo. Fu mandato dal Senato a sedare una rivolta in Sardegna, che riuscì a soffocare in breve tempo. 
Fu richiamato quindi ad unirsi insieme a Papo per fronteggiare la rivolta dei Galli.
Cadde in combattimento nella battaglia di Talamone.